# Ángel Pestaña
Ángel Pestaña Núñez (Ponferrada, 14 février 1886 - Barcelone, 11 décembre 1937) est un militant anarchosyndicaliste espagnol, secrétaire général de la Confédération nationale du travail en 1929.
Pendant la vague de  pistolérisme en 1922, il est grièvement blessé dans un attentat.
En 1931, partisan du possibilisme libertaire, il est à l'initiative du Manifeste des Trente et fonde fin 1932, le Parti syndicaliste. Il est élu député du Front populaire lors des élections de février 1936.
Peu avant son décès dû à la maladie, il rejoint la CNT comme simple militant.

## Biographie
D'origine modeste, il est contraint de travailler très jeune pour gagner sa vie. Il est arrêté à Sestao à l'âge de quinze ans pour sa participation à une grève.
Après avoir voyagé en Afrique du Nord et en France, il s'établit à Barcelone en 1914 et s'affilie à l'Ateneo Sindicalista où il rencontre Anselmo Lorenzo.
Il participe au congrès de la Confédération nationale du travail (CNT) en 1918 et est élu à l'unanimité secrétaire du journal Solidaridad Obrera.
Il occupe, à plusieurs reprises, les fonctions de secrétaire du Comité National de la CNT.
En juillet 1920, il est délégué par la CNT pour assister, en tant qu'observateur, à Moscou au congrès de la Troisième Internationale et décider d'une éventuelle adhésion. Il quitte la Russie début septembre.
De retour à Barcelone en décembre 1920, il est aussitôt arrêté et emprisonné. Il ne remet qu'un an plus tard son rapport, critique vis-à-vis des pratiques du parti bolchevique, qu'il juge autoritaires, et défavorable à l'adhésion de la CNT à la Troisième Internationale.
La répression anti-syndicale est alors à son comble en Catalogne, les pistoleros du « syndicat libre » assassinent les militants. Le 25 août 1922, il est grièvement blessé dans un attentat mais s'en sort vivant.
En 1929, il est contraint à la démission du Comité National de la CNT pour ses prises de positions modérées.
En avril 1930, il négocie avec le nouveau gouvernement, dans le but de lever l'interdiction du syndicat alors illégal.
En 1931, il est à l'initiative du Manifeste des Trente favorable à une évolution politique.
Exclu de la CNT, il fonde fin 1932, le Parti syndicaliste et est élu député du Front populaire après les élections de février 1936.
Le 19 juillet 1936, prisonnier des factieux durant les combats de rue à Barcelone, il est libéré par les combattants de la CNT et réintègre le syndicat en tant que simple militant.
Deux mois avant sa mort, il est nommé sous-commissaire général aux armées.
Ángel Pestaña est l'auteur de plusieurs ouvrages dont Lo que aprendí en la vida, Informe de mi estancia en la URSS (récit de son voyage en Russie où il représentait la CNT au IIe Congrès de la IIIe Internationale), Consideraciones y juicios acerca de la III Internacional et Por qué se constituyo el Partido Sindicalista.

## Publications en français
- Ce que j’ai appris dans la vie : un anarcho-syndicaliste dans les années d’avant la guerre civile espagnole, Toulouse, Éditions Le Coquelicot, 2019, 164 pages.
- Soixante-dix jours en Russie et autres textes 1921-1924, Toulouse, Editions Le Coquelicot, 2020, 303 pages.